# الخط الأبيض (فلم 2020)
الخط الأبيض (بالإنجليزية: The White Line)، هُو فيلم دراما تاريخية ورومانسية ناميبي صدر سنة 2020.

## وصلات خارجية
- الخط الأبيض  في قاعدة بيانات الأفلام على الإنترنت (بالإنجليزية)